# ألبرت جي. تالبوت
ألبرت جي. تالبوت هو سياسي أمريكي، ولد في 4 أبريل 1808 في مقاطعة بوربون في الولايات المتحدة، وتوفي في 9 سبتمبر 1887 في فيلادلفيا في الولايات المتحدة. نشط حزبياً في الحزب الديمقراطي. وقد انتخب عضو مجلس النواب الأمريكي ‏.